# Udu

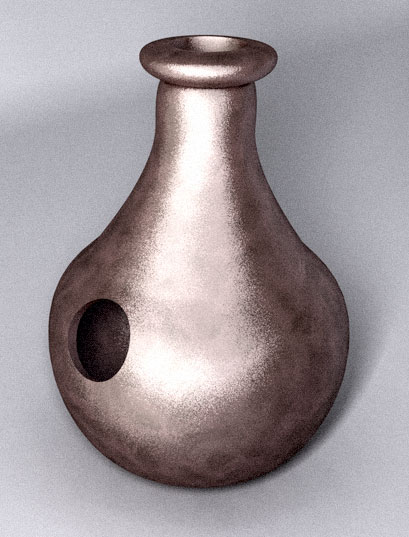
Udu

Udu je perkusivní hudební nástroj, který pochází z oblastí Nigérie, obývaných kmeny Hausa a Ibo (Igbo). Podle Sachs-Hornbostelovy klasifikace hudebních nástrojů patří současně mezi aerofony a idiofony. Slovu „udu“ znamená v jazyce kmene Ibo „keramika“ a také „mír“.

## Popis
Udu je keramická nádoba s krátkým hrdlem a kulatým otvorem v boku. Obvyklá výška udu se pohybuje mezi od 20 do 50 cm, velké nástroje mají hluboký zvuk, malé vysoký. Průměr otvorů bývá 3 až 7 cm. Kromě udu ve tvaru nádoby existuje např. utar s diskovitým tělem, dvojkomorový kim-kim a další nástroje netradičních tvarů.
Tradičně se udu vyrábí slepováním tenkých válečků keramické hlíny na dřevěné formě, modelováním a tvarováním pomocí dřevěných nástrojů. Dnes se udu též točí na hrnčířském kruhu nebo odlévají. Po vysušení jsou nástroje leštěny hladkým kamenem, nebo jiným tvrdým předmětem a na závěr vypáleny v keramické peci. Vlastnosti použité keramické hlíny, případných přísad, pracovní postup i vypalovací teplota mají vliv na zvuk nástroje.

## Technika hry
Na udu lze vydávat mnoho různých zvuků, hra může připomínat indická tabla nebo africký mluvicí buben. Technika hry je velmi individuální, odlišná u různých hudebníků, závislá na zeměpisné oblasti i účelu hudby. Při hře může hráč sedět se skříženýma nohama a nástrojem položeným v klíně nebo na zemi na měkké podložce. Je možné hrát i v sedě na židli nebo ve stoje s nástrojem umístěným na vhodném stojanu. Hrdlo nástroje směřuje svisle nahoru, šikmo nebo vodorovně do strany. Boční otvor může směřovat k dominantní (obvykle pravé) ruce. Tato orientace odpovídá běžné technice hry na bubny. Opačná orientace, kdy k dominantní ruce směřuje hrdlo, odpovídá technice hry na tabla. Jako podložku pod udu lze použít kruhovou podložku pro tabla.
Základní hluboký zvuk, vznikající resonancí dutiny nástroje, se ozve při úderu dlaní na boční otvor. Postupným odkrýváním otvoru lze docílit charakteristického glissanda. Zvuk lze ovlivňovat způsobem úderu a také částečným zakrýváním otvoru hrdla dlaní druhé ruky. Vyšší hluboké zvuky vznikají při úderech na otvor hrdla. Opět je lze kombinovat se zakrýváním bočního otvoru.
Ostré, vysoké, někdy až kovově znějící zvuky, vznikající kmitáním hmoty nástroje, se ozývají při úderech dlaní nebo prsty do keramického těla udu. Údery na různá místa znějí odlišně.

## Historie
Nástroj vznikl zřejmě z hliněné nádoby na vodu. Udu se původně používalo při hraní náboženské a obřadní hudby, při které jeho hluboký zvuk byl hlasem předků. V některých společenstvech na udu hrají výlučně ženy. V současnosti se udu rozšířilo do mnoha zeměpisných oblastí a používá se v mnoha druzích a stylech hudby.